# Artur Bodnar
Artur Bodnar (ur. 4 sierpnia 1929 w Rogóźnie, zm. 19 lipca 1989) – politolog, działacz państwowy.

## Życiorys
Od 1948 r. należał do PZPR. W 1954 r. ukończył Leningradzki Instytut Planowania. W latach 1958–1961 był ekspertem w Sekretariacie RWPG w Moskwie. W 1977 r. uzyskał tytuł profesora nauk humanistycznych i objął stanowisko profesora na Uniwersytecie Warszawskim. Od 1972 r. był członkiem Komitetu Nauk Politycznych Polskiej Akademii Nauk, a w latach 1978–1980 jego wiceprzewodniczącym. W latach 1979–1982 był prezesem Polskiego Towarzystwa Nauk Politycznych. W 1969 r. został wicedyrektorem, a w 1972 r. dyrektorem Centralnego Ośrodka Metodycznego Studiów Nauk Politycznych (COM SNP). Funkcję tę pełnił do 1988 r. Miał duży wpływ na działalność Instytutu Nauk Politycznych Uniwersytetu Warszawskiego, (był jego dyrektorem w latach 1975–1981), w efekcie czego od początku lat 70. COM SNP i INP intensywnie współpracowały. W latach 1976–1989 był redaktorem naczelnym Studiów Nauk Politycznych.
Uczestniczył w rozmowach w Magdalence. Jako reprezentant strony rządowo-koalicyjnej był uczestnikiem obrad Okrągłego Stołu w zespole ds. reform politycznych.
Wykształcił wielu naukowców. Jego uczniami byli m.in. późniejsi profesorowie: Zbigniew Olesiński, Jerzy Gieorgica i Jerzy Sielski.
Był autorem wielu książek z dziedziny polityki gospodarczej i politologii, m.in.:
- Ekonomia i polityka. Podstawowe zależności (1978)
- Społeczne uwarunkowania polityki (1980)
- Decyzje polityczne. Elementy teorii (1985).

Jego prace wykazywane były w latach 80. jako literatura do nauczania marksizmu na polskich uczelniach.
Został odznaczony Krzyżem Oficerskim Orderu Odrodzenia Polski. Był laureatem nagrody "Trybuny Ludu" (1976).